# Zeno (cráter)
Zeno es un cráter de impacto ubicado cerca del extremo noroeste de la Luna. Se encuentra al este-sureste del cráter Mercurius. Más al este de Zeno, en el limbo lunar, se halla el cráter bien formado Boss.
|  |

El borde de Zeno está ligeramente distorsionado y ha sufrido cierta erosión debido a impactos posteriores. Presenta una depresión en la superficie unida al borde oriental, formando una extensión abultada. Pequeños cráteres yacen sobre el sector sur del borde y en el interior de la pared norte. El cráter Zeno B está unido al exterior del borde suroeste, y el distorsionado Zeno A está adosado al borde occidental de Zeno B.

## Cráteres de satélite
Por convención estos elementos son identificados en los mapas lunares poniendo la letra en el lado del punto medio del cráter que está más cercano a Zeno.
|      | \| Zeno \| Coordenadas \| Diámetro \| \| ---- \| ---------------------------- \| -------- \| \| A \| 44°30′N 70°00′E / 44.5, 70.0 \| 44 km \| \| B \| 44°00′N 71°00′E / 44.0, 71.0 \| 37 km \| \| D \| 45°00′N 71°12′E / 45.0, 71.2 \| 29 km \| \| E \| 41°42′N 70°48′E / 41.7, 70.8 \| 18 km \| \| F \| 42°24′N 80°00′E / 42.4, 80.0 \| 17 km \| \| G \| 43°54′N 73°06′E / 43.9, 73.1 \| 11 km \| \| H \| 41°24′N 74°24′E / 41.4, 74.4 \| 17 km \| \| J \| 44°12′N 76°18′E / 44.2, 76.3 \| 13 km \| \| K \| 42°48′N 66°36′E / 42.8, 66.6 \| 18 km \| \| P \| 43°24′N 66°06′E / 43.4, 66.1 \| 11 km \| \| U \| 42°30′N 68°48′E / 42.5, 68.8 \| 16 km \| \| V \| 43°00′N 69°18′E / 43.0, 69.3 \| 22 km \| \| W \| 43°18′N 67°36′E / 43.3, 67.6 \| 10 km \| \| X \| 43°36′N 76°54′E / 43.6, 76.9 \| 17 km \| |          |
| Zeno | Coordenadas | Diámetro |
| A    | 44°30′N 70°00′E / 44.5, 70.0 | 44 km    |
| B    | 44°00′N 71°00′E / 44.0, 71.0 | 37 km    |
| D    | 45°00′N 71°12′E / 45.0, 71.2 | 29 km    |
| E    | 41°42′N 70°48′E / 41.7, 70.8 | 18 km    |
| F    | 42°24′N 80°00′E / 42.4, 80.0 | 17 km    |
| G    | 43°54′N 73°06′E / 43.9, 73.1 | 11 km    |
| H    | 41°24′N 74°24′E / 41.4, 74.4 | 17 km    |
| J    | 44°12′N 76°18′E / 44.2, 76.3 | 13 km    |
| K    | 42°48′N 66°36′E / 42.8, 66.6 | 18 km    |
| P    | 43°24′N 66°06′E / 43.4, 66.1 | 11 km    |
| U    | 42°30′N 68°48′E / 42.5, 68.8 | 16 km    |
| V    | 43°00′N 69°18′E / 43.0, 69.3 | 22 km    |
| W    | 43°18′N 67°36′E / 43.3, 67.6 | 10 km    |
| X    | 43°36′N 76°54′E / 43.6, 76.9 | 17 km    |